# Follow Through
"Follow Through" é um single do cantor e compositor Gavin DeGraw, lançada em 17 de Novembro de 2005, a partir de seu álbum de estréia Chariot.

## Lista de Faixas
Digital Download pelo iTunes, liberado em 17 de Novembro de 2005.
- "Follow Through" (versão do álbum)
- "I Don't Want to Be" (Ao vivo)
- "Follow Through" (versão Stripped)
- "Follow Through" (videoclipe)

## Desempenho Comercial

### Paradas Musicais
| Parada musical                               | Melhor Posição |
| -------------------------------------------- | -------------- |
| Estados Unidos - (Billboard Adult Pop Songs) | 22             |
| Estados Unidos - (Billboard Pop Songs)       | 33             |
| Noruega - (Norway Singles Chart)             | 12             |
| Países Baixos - (Dutch Top 40)               | 13             |
| Países Baixos - (Mega Charts)                | 56             |
| Portugal - (Portugal Top 50)                 | 38             |

### Vendas e Certificações
| País           | Fornecedor | Certificação | Vendas   |
| -------------- | ---------- | ------------ | -------- |
| Estados Unidos | RIAA       | Ouro         | 500,000+ |